# Porella andrejashevi
Porella andrejashevi är en mossdjursart som beskrevs av Gontar 1993. Porella andrejashevi ingår i släktet Porella och familjen Bryocryptellidae. Inga underarter finns listade i Catalogue of Life.